# Cristina Camelia Rizea
Cristina Camelia Rizea (n. 8 mai 1981, Constanța, România) este un deputat român, ales în 2020 din partea PLUS. 